# Un sol radiant
Un sol radiant es una película independiente española de habla catalana de drama y autoría colectiva (Mònica Cambra, Ariadna Fortuny, Clàudia Garcia de Dios, Lucia Herrera y Mònica Tort), dirigida por Mònica Cambra y Arianda Fortuny y escrita por Fortuny y Clàudia Garcia de Dios. Está protagonizada por Laia Artigas, Nunu Sales, Núria Prims y Jaume Villalta. Tuvo su estreno mundial en el D’A Film Festival 2023 de Barcelona el 24 de marzo de 2023, donde ganó el Premio Talents, y tuvo su estreno comercial en salas de cine españolas para el 17 de mayo de 2024, con distribución de Begin Again Films.

## Reparto
- Laia Artigas como Mila
- Nunu Sales como Ingrid
- Núria Prims como Alicia
- Jaume Villalta como Gabriel

## Producción
El proyecto de Un sol radiant fue creado por seis estudiantes de cine, Mònica Cambra, Arianda Fortuny, Clàudia Garcia de Dios, Lucía Herrera, Belén Puime y Mònica Tort, como un trabajo de fin de curso en Comunicación Audiovisual en la Universidad Pompeu Fabra de Barcelona. Las seis estudiantes iniciaron una campaña de micromecenazgo a través de Verkami en 2020 para financiar el rodaje de 20 minutos de la película para la creación de un teaser visual representativo, obteniendo 5,030 euros de 212 mecenas, sobre un objetivo inicial de 3,500 euros. En 2022, la película ganó el premio del D’A Film Lab Barcelona en el D’A Film Festival 2022 de Barcelona, obteniendo así una ayuda de 20,000 euros para completar el largometraje.

## Lanzamiento y marketing
Un sol radiant tuvo su estreno mundial en el D’A Film Festival 2023 de Barcelona el 24 de marzo de 2023. En enero de 2024, la distribuidora independiente Begin Again Films programó su estreno para el 17 de mayo de 2024.

## Recepción

### Taquilla
En su primera semana, Un sol radiant se estrenó en 29 cines, coincidiendo principalmente con los estrenos de Amigos imaginarios, Disco, Ibiza, Locomía, Caída libre y Lo que sucede después, entre otras cintas.

### Crítica
Un sol radiant ha recibido críticas muy positivas por parte de los críticos. Júlia Gaitano Mendizábal de El Antepenúltimo Mohicano le dio a la película cuatro estrellas de cinco, escribiendo que sus cineastas "cogen el relevo de todo un conjunto de referentes, no solamente en cuanto a estas películas originadas en el entorno universitario, si no ya en el cine catalán, en general, y su reciente deriva rural", además de describir su tono como que "varía de un inicio algo más luminoso, radiante, como el sol del título, hasta una oscuridad que se despliega a medida que avanza una angustiante cuenta atrás. Sin perder una cierta compostura siempre estéticamente agradable" y su construcción sonora como "envolvente", concluyendo que su verdadera victoria es "que la emoción llegue a traspasar la pantalla para tocar a las espectadoras. Que esta tristeza, con la que todas [...] podemos sentirnos identificadas, pueda coexistir con una cierta rebeldía [...] de querer existir a pesar de conocer el final". Rubén Romero Santos de Cinemanía también le dio cuatro estrellas de cinco, escribiendo que "lo que importa a las realizadoras es mucho más mundano y, en ese sentido, es puro simonismo" y describiendo la cinta como un "retrato de una juventud asfixiada por los acontecimientos a la que solo salva, como en el cine de [Carla] Simón, la unión familiar e intergeneracional". Alfonso Rivera de Cineuropa escribió que la cinta "se atreve a jugar en la liga del cine apocalíptico al tiempo que retrata el desencanto de una juventud sin futuro" y que las directoras "van insuflando esos sentimientos desesperanzados en el espectador, con escasos medios, pero éstos talentosamente utilizados", además de describir su uso de la cámara como "inteligente", concluyendo que las cineastas detrás de la cinta "han levantado un film de suspense psicológico muy sutil".
Guillem Uceda i Oliver de Cinemagavia le dio a la cinta un 8 de 10, diciendo que la cinta "plantea maravillosamente bien una trama íntima durante los días previos al fin del mundo" y describiendo como lo mejor del guion "la disonancia entre lo que sabemos que ocurre, pero no vemos, y lo que realmente sucede a lo largo de los 80 minutos de película", además de añadir que la dirección "plantea soluciones visuales interesantes y la cámara sabe gestionar lo que vemos con mucha delicadeza", concluyendo que la cinta "parte de una premisa catastrófica pero subvierte el género para contar una historia intimista llena de matices". José A. Pérez Guevara de 242 películas después describió el tono de la cinta como "de cuento, de ese tipo de fábulas de iniciación y conocimiento de lo ajeno [...] pero no está tratado con el efectismo del cine comercial, sino todo lo contrario" y escribió que la cinta tiene "dentro su modestia, que no la evita, sino que la potencia, con toda esa atmósfera pausada, profunda y reflexiva de las obras mayores realizadas con lo mínimo", además de elogiar la interpretación de Laia Artigas diciendo que "hace eso tan complejo en el arte cinematográfico como mirar muy bien, y no refiero a la belleza ni nada de eso, sino a la forma de transmitir toda esa desesperanza y esa inquietud que tiene un personaje que necesita a los suyos pero que los otros están por sus cosas", concluyendo que la cinta es "una ópera prima muy diferente, atípica, porque no parece surgida de unas estudiantes sin experiencia [...] se adentra en lugares complejos para una primera película, pero que los resuelve con un arrojo y una sobriedad dignos de elogiar". María Verchili Martí de Cine maldito dijo que la película "no deja indiferente ni a las acompañantes de vida ficcionales, ni a la audicencia" y que "es la naturaleza indómita, enigmática, telúrica, la que parece augurar un desenlace incierto en cada uno de esos poderosos planos inaugurales, que regresarán cíclicamente a lo largo de la narración, y en un pasaje concreto, sublimado en la roca yerma pero indestructible", además de añadir que "los mimbres más representativos de la ciencia ficción cinematográfica se humanizan en los instantes más insignificantes del día a día", concluyendo que la cinta "augura un futuro cinematográfico indubitadamente prometedor".
Sergi Sánchez de La Razón le dio a la película tres estrellas y media de cinco, diciendo que "es hermoso que la película [...] esté construida apoyándose en la fuerza solidaria de los gestos cotidianos, como si, en definitiva, el sentido de la vida estuviera ahí", aunque también que la sombre del cine de Simón sobre la cinta "a veces [...] es demasiado alargada. María Cantó de El Español también le dio a la película tres estrellas y media de cinco, diciendo que "el filme huye de las multitudes y presenta de forma ambigua el apocalipsis, dotando de belleza a un suceso terrorífico" y describiendo la actuación de Artigas como "lo más preciado de un filme delicado y sencillo en su puesta en escena, pero ambicioso en sus planteamientos existencialistas". Ignasi Franch de Cine con Ñ escribió que con la cinta, sus responsables "demuestran que el 'mashup' no tiene por qué ser únicamente un recurso sensacionalista orientado a despertar curiosidades" y que su apartado estético se sitúa en "un espacio intermedio entre Alcarràs [...] y Costa Brava, Líbano", además de añadir que el planteamiento "hermana dos escapatorias para los urbanitas agobiados. El interés por lo rural [...] se entrelaza con la exploración de aquellos discursos extraños de gusto por los confinamientos pandémicos [...] En el contexto de la COVID-19, se afrontaba una especie de interludio. Aquí estamos ante un epílogo. Este epílogo resulta interesante". Laura Zurita de No es cine todo lo que reluce le dio a la película tres estrellas y media de cinco, diciendo que la cinta "evoca ciertos referentes cinematográficos como Last Night [...] y Melancholia, que también abordan el tema del apocalipsis desde una perspectiva introspectiva, centrándose en las relaciones humanas, los dilemas existenciales que surgen ante la catástrofe y las reacciones ante la muerte inminente, el desenfreno, la rebeldía o la plegaria" y que la dirección conjunta "se traduce en una propuesta visualmente cuidada y poética, donde la fotografía juegan un papel fundamental para crear una atmósfera de melancolía y trascendencia", además de elogiar la banda sonora y la interpretación de Artigas, concluyendo que la cinta "destaca por su sensibilidad y su capacidad para transmitir emociones a través de una narrativa minimalista y una estética cuidada".
Salvador Llopart de La Vanguardia le dio a la película tres estrellas de cinco, escribiendo que la cinta "se decanta de igual manera por el desconsuelo a la hora de afrontar el fin del mundo tal como lo conocemos" y que "la fascinación por [Verano 1993] es evidente en este esfuerzo colectivo", además de añadir que la cinta está "organizada como una sucesión de viñetas de vida cotidiana, de carácter bucólico" y definirla como "la parte final del proceso de aceptación de una sentencia de muerte". Eulàlia Iglesias de Ara también le dio a la película tres estrellas de cinco, diciendo que "se agradece que, en la era de las narrativas sobreexplicadas, un grupo de debutantes se plantee rodar una película de ciencia ficción apocalíptica en la que la amenaza de un fin inminente queda fuera de campo, y al principio se debe intuir a través de indicios y señales indirectas" y destacando la interpretación de Artigas diciendo que "demuestra que su interpretación en Verano 1993 no era un hallazgo puntual sino el inicio de una carrera que ahora se afirma como muy prometedora". Iñigo Chamorro de Contraste también le dio a la película tres estrellas de cinco, escribiendo que "nos muestra unos paisajes naturales muy bonitos que consiguen transmitir la paz del pueblo a través de planos de larga duración [...] se construye ampliamente desde el fuera de campo" y elogió la interpretación de Artigas diciendo que "se consolida como una gran actriz. Pese a tener 16 años, la joven hace gala de una interpretación totalmente natural", concluyendo que la cinta "es un gran obra, pero no es para todos los públicos".
En una crítica negativa hacia la película, Manuel J. Lombardo le dio dos estrellas de cinco, escribiendo que la cinta "vuelve a reunir todos esos asuntos y maneras [típicos del nuevo cine independiente español] en torno a una niña, su hermana adolescente, una madre y un abuelo sigiloso en un idílico paisaje de montaña bañado por la luz estival y las aguas del río de los alrededores a la espera de un acontecimiento incierto" y que la cámara "se mueve junto a ella [la protagonista], pero también se detiene en la atmósfera del lugar, en un impresionismo que incide una vez más en esa idea de la extrañeza de lo cotidiano", concluyendo que todo en la cinta "parece responder a un trazado que tiene mucho de prefabricado y de déjà vu aunque esté construido desde la memoria sensorial, la experiencia autobiográfica o el leve apunte de género".

### Premios y nominaciones
| Año  | Premio                                     | Categoría                     | Recipientes    | Resultado | Referencias |
| ---- | ------------------------------------------ | ----------------------------- | -------------- | --------- | ----------- |
| 2022 | D’A Film Festival 2022                     | Premio D’A Film Lab Barcelona | Un sol radiant | Ganador   | [ 3 ]       |
| 2023 | D’A Film Festival 2023                     | Premio Talents                | Un sol radiant | Ganador   | [ 22 ]      |
| 2023 | Festival Internacional de Cinema en Català | Premio al Mejor Largometraje  | Un sol radiant | Ganador   | [ 23 ]      |
| 2023 | Festival de Cine de Santander              | Mejor Actriz                  | Nunu Sales     | Ganador   | [ 24 ]      |